# Lacunaria macrostachya
Lacunaria macrostachya är en tvåhjärtbladig växtart som först beskrevs av Louis René Tulasne, och fick sitt nu gällande namn av Albert Charles Smith. Lacunaria macrostachya ingår i släktet Lacunaria och familjen Ochnaceae. Inga underarter finns listade i Catalogue of Life.